# 帕利齐
帕利齐（義大利語：Palizzi），是意大利雷焦卡拉布里亚省的一个市镇。总面积52.26平方公里，人口2411人，人口密度46.1人/平方公里（2009年）。ISTAT代码为080056。